# Ramón Exeni
Ramón Alfonso Exeni (La Quiaca, Jujuy, 20 de julio de 1938) es un médico nefrólogo y pediatra argentino conocido por ser uno de los fundadores de la nefrología pediátrica en Argentina. Fue distinguido en el año 2014 por la Asociación Latinoamericana de Nefrología Pediátrica como una de las figuras más importantes de esa especialidad de América Latina por sus contribuciones en la investigación del síndrome urémico hemolítico.

## Biografía
Nació en La Quiaca en 1938 en el seno de una familia de orígenes sirios. Su padre era el empresario Bahill Exeni, que había nacido en Jacksonville siendo hijo de inmigrantes sirios oriundos de Zeidal, y su madre, Elena Sanan, también de ascendencia siria, era originaria de Bolivia. Es primo en segundo grado del padre del político boliviano José Luis Exeni.
Se trasladó a Buenos Aires en 1947. Allí comenzó sus estudios de medicina en la Universidad de Buenos Aires. Se graduó en 1963 e inmediatamente comenzó a trabajar en el Hospital de Niños de San Justo. En 1982 logró que se creara una unidad de Nefrología Infantil en ese hospital. Por esa época viajó a Toronto, Boston, Londres y Nueva York para continuar con su formación. A su regreso, fue nombrado Presidente de la Sociedad Latinoamericana de Nefrología y luego representante latinoamericano ante la Sociedad Internacional de Nefrología Pediátrica, cargo en el que se desempeñaría hasta 2002. Viajó a Cuba en 2003 y enseñó innovaciones en la técnica de trasplante renal infantil a  médicos de aquel país. 
Actualmente enseña Nefrología Infantil en la UBA. Se encuentra casado y tiene dos hijas, una de las cuales recibió formación en la misma área que su padre en la Universidad de Harvard.